# Dmitrij Murawjow
Dmitrij Murawjow (kaz. Дмитрий Муравьёв;  ur. 2 listopada 1979) – kazachski kolarz szosowy.

## Najważniejsze zwycięstwa i sukcesy
- 1999
  - 2. miejsce w mistrzostwach Kazachstanu w jeździe ze startu wspólnego
- 2002
  -  1. miejsce w mistrzostwach Kazachstanu w jeździe ze startu wspólnego
  - 2. miejsce w mistrzostwach Kazachstanu w jeździe indywidualnej na czas
  -  3. miejsce na igrzyskach azjatyckich w wyścigu drużynowym na dochodzenie
- 2003
  -  1. miejsce w mistrzostwach Kazachstanu w jeździe indywidualnej na czas
  - 1. miejsce w Tour de Bretagne
- 2005
  -  1. miejsce w mistrzostwach Kazachstanu w jeździe indywidualnej na czas
- 2006
  - 2. miejsce w mistrzostwach Kazachstanu w jeździe indywidualnej na czas
- 2007
  - 8. miejsce w Dookoła Flandrii
- 2009
  - 1. miejsce na 4. etapie Tour de France (jazda drużynowa na czas)
- 2012
  - 2. miejsce w Druivenkoers Overijse